# Адам Міхал Жевуський
Адам Міхал Жевуський  (пол. Adam Michał Rzewuski; д/н — 1717) — державний і політичний діяч Речі Посполитої.

## Життєпис
Походив з польського магнатського роду Жевуських гербу Кривда. Старший син Міхала Флоріана Жевуського, піскарбія надвірного коронного, і Анни Дзержек. Про дату народження відомості відсутні. У 1687 році після смерті батька отримав третину майна. У 1701 році надбав маєтності Росоші і Микитинці. Того ж року отримує староства Вишенське і Віське. У 1704 році долучився до Сандомирської конфедерації, що підтримувала короля Августа II Сильного. Брав участь у бойових діях проти шведів. Представляв в конфедерації Львівську землю.
Ймовірно після поразки Августа II в 1706 році Жевуський відступив до своїх володінь, де спирався на допомогу російського імператора. У 1710 році призначений підляським каштеляном. Отримав Черніївське староство.
Помер у 1717 році.

## Родина
Дружина — Петронеля Зброжкувна. Діти:
- Міхал Юзеф (пом. 1770)